# Tenjō Tenge
Tenjō Tenge (天上天下 lit. Cielo y Tierra o A lo largo del Cielo y la Tierra?) es un manga creado por Ōgure Ito, más conocido como Oh! Great. El título posiblemente está basado en la frase dicha por Buda cuando nació: «Solo se honra en el cielo y tierra» (天上天下唯我独尊 Tenjō Tenge Yuiga Dokuson?). La historia principalmente enfoca a los miembros del Club Juken y el grupo opositor, el Consejo Disciplinario, que es dirigido por un estudiante en una escuela dedicada a las artes marciales. Como la historia revela, ambos grupos tendrán batallas en curso, que se han dejado sin resolver por cientos de años.
El manga ha tenido notable éxito, siendo licenciado en varios países, incluyendo su distribución a países hispanohablantes como Argentina, España y México. Estando el manga aún en publicación, fue adaptado a un anime de 24 episodios; un año después se lanzarían dos OVA. Existe también un especial de televisión que narra la historia del Club Jūken. El manga llegó a su fin en la edición del 19 de agosto de 2010 de la Ultra Jump. Se anunció que en la 12.ª edición de dicha revista, se publicaría un capítulo especial del manga.
La romanización original del título de la serie es Tenjho Tenge: si bien se desconoce la razón, lo más probable es que se deba a un error, confundiéndose Tenjho por Tenjoh (manera común de romanizar vocales largas).
En España, el título oficial del manga es Del Cielo al Infierno.

## Argumento
Sōichiro Nagi y Bob Makihara son dos estudiantes que han tomado el control de 99 colegios a través de sus puños, escogiendo la Academia Tōdō como la número 100, pero se encuentran con que en este lugar hay personas mucho más fuertes que ellos. Esto se debe a que Tōdō fue fundada con el propósito de convertirse en un lugar donde mantener vivas las artes marciales de antaño. Ellos se encuentran con Maya Natsume, quien es la capitana del último club que se interpone ante el control total del Consejo Disciplinario, el Club Jūken. Cada año los diferentes grupos pelean por el control de la escuela, aunque antes de empezar, ya el Consejo Disciplinario ha empezado a destruir a sus opositores.
Tenjō Tenge es una historia que utiliza una estructura dramática bajo la forma de segmentos, que es común para este medio. Oh! Great emplea a menudo las técnicas literarias del retroceso y de tiempos pasados para alargar el argumento. Estas técnicas se utilizan para hacer cumplir la noción del determinismo, que se utiliza a través de la historia. Mucho del combate usado en Tenjō Tenge abarca muchos conceptos filosóficos y estratégicos que se utiliza en artes marciales japoneses, tales como kiai, aiki, y maai. El manga y el anime siguen el mismo argumento, aunque hay diferencias. Una de estas diferencias es que el anime (y el manga en la versión de Estados Unidos) atenuó el contenido sexual y dialecto vulgar del manga japonés original. Otra diferencia, es que el color de cabello de algunos de los personajes en el anime no son los mismos a los representados en las cubiertas de los manga.

## Personajes
- Sōichirō Nagi (凪宗一郎?)

Voz por: Soichiro Hoshi; Oriol de Balle (español)
Este joven entusiasta, prepotente y delincuente es descendiente de una familia de exorcistas que conseguían encerrar a demonios en su interior para destruirlos (magabarai (凶祓 'los que capturan demonios siendo demonios'?)). Dicha familia es odiada por todo el mundo, pero Nagi ha sido capaz de convertir ese demonio en un dragón, otorgándole una gran fuerza y resistencia. Pero las secuelas de su infancia que lo atormentan hacen que él junto a Bob, su mejor amigo, vayan de escuela en escuela derrotando a los oponentes más fuertes y haciéndose con el control de hasta 99 escuelas, hasta que llegan a Tōdō. Él es vencido por Maya Natsume ya que ésta, al ver el caos que estaban causando en la escuela, decidió luchar contra él para ponerlo en su lugar. Sin embargo cuando lucha con Maya, ésta lo envía de un golpe al edificio contiguo, cayendo en el baño de las damas donde Aya, hermana de esta última, se estaba bañando. Al recobrar un poco el sentido se da cuenta de que ha caído justo encima de la chica y cuando ella también recobra el sentido, al ver a Sōichirō le dice: «Tú vas a ser mi esposo, te casarás conmigo». Desde ese momento es constantemente "perseguido" por ella. Nagi encontrará allí algo por lo que luchar y hacerse más fuerte: Maya. Su estilo de lucha es callejero y así lo conserva a pesar de aprender artes marciales. Él está profundamente enamorado de Maya desde el primer día que la vio y lo confiesa en la serie.
- Aya Natsume (棗亜夜?)

Voz por: Minori Chihara; Mar Nicolás (español)
Es la hermana menor de Maya y Shin. Es una estudiante de primer año en Tōdō, pero es una luchadora con la técnica del Ryūgen, con el cual puede ver a través de muchas cosas, así como el pasado y el futuro. Al igual que su hermano Shin, es capaz de activar el poder de la katana Reiki. Aya se enamora de Nagi en el momento que se ven por primera vez, pidiéndole matrimonio en el acto. Hará todo lo posible para que él se fije en ella. Incluso llega a tener celos de su propia hermana, Maya, debido a que ésta besa a Sōichirō en una ocasión, colocándola así como su rival por él.
- Bob Makihara (ボブ牧原 Bobu Makihara?)

Voz por: Shinichiro Miki; Iván Cánovas (español)
Este chico de ascendencia africana es toda una máquina de músculos. Gran amigo de Nagi, entre los dos son capaces de hacerse con 99 escuelas gracias a su fuerza. Bob tiene una novia, Chiaki, siendo ella es una de las primeras razones por la cual se une al Jūken. Bob basa su estilo de pelea en el capoeira. Bob no acepta la proposición de Mitsuomi de aliarse con él, y se queda junto a Maya.
- Maya Natsume (棗 真夜?)

Voz por: Aya Hisakawa; Ariadna Jiménez (español)
Es una estudiante de tercer año en la Academia Todō. Es una experta luchadora, capaz de alterar su aspecto a su voluntad, usualmente cambiándolo al de una niña para ahorrar energía. Maya es de la familia Natsume, siendo la hermana mayor de Aya y la hermana menor de Shin. Pese a su potencial, no posee técnicas especiales como el Ryūgen (龍眼 ojo del dragón?) de Aya. Siempre está junto a Masataka, compañero en el Jūken y el resto de los miembros, Nagi, Bob y su hermana. En el pasado, fue la novia de Mitsuomi Takayanagi, actual presidente del Consejo Disciplinario. Debido a la rivalidad entre él y su hermano, se produce una pelea en la cual Shin pierde la vida aunque logra restarle tiempo de vida a Mitsuomi. Maya aún siente algo por él, pero renuncia a su amor para vengar a Shin.
- Masataka Takayanagi (高柳雅孝?)

Voz por: Tomokazu Seki; Jordi Naro (español)
Descendiente de la mejor familia en artes marciales, Masataka es el hermano menor de Mitsuomi. Pese a que no es tan fuerte como su hermano, Masataka tiene un poder impresionante cuando se enfada o la situación lo requiere, siendo el mejor alumno de Maya. Están en el segundo año y siempre ha estado junto a Maya y está enamorado de Aya. Al estar al lado de Maya para aprender las artes marciales, se opone a su hermano Mitsuomi, rompiendo la relación que los unía.

## Contenido de la obra

### Manga
El manga de Tenjō Tenge fue publicado por primera vez en la revista mensual Ultra Jump, por la editorial Shueisha en 1997. Escrito por el mangaka Oh! Great, conocido por crear cómics pornográficos, el manga finalizó en 2010 con 22 tomos recopilatorios tankōbon. Tenjō Tenge ha sido licenciado por la editorial norteamericana CMX, quienes forman parte de DC Comics. La versión de CMX fue editado para ser categorizado para "adolescentes" y poder ser distribuido en Estados Unidos". De acuerdo con CMX, estos cambios fueron hechos en conjunto con Shueisha y el creador original, quien examinó detalladamente cada volumen que reeditaba CMX. El manga es popular tanto en Japón como Estados Unidos, manteniéndose dentro del top 20, según Tohan y Diamon Comic respectivamente. Ha sido licenciada también por Norma Editorial para su distribución en España, bajo el título de Del Cielo al Infierno; y por Grupo Editorial Vid, para su distribución en México. y también ha sido licenciado por editorial Ivrea para su distribución en Argentina
Ya por parte de la casa editora en Japón ha anunciado que el último tomo y edición será la del tomo de Septiembre, en donde llegará a su final definitivo el día 22 de agosto.

### Anime
Véase también: Episodios de Tenjō Tenge
La serie de anime Tenjō Tenge fue dirigida por Toshifumi Kawase, realizada por Madhouse Studios, y producida por TV Asahi y Avex. Con un total de veinticuatro episodios, fue transmitida en TV Asahi en Japón los martes desde el 1 de abril al 16 de septiembre de 2004. Estos episodios fueron, meses después, divididos en ocho volúmenes. Dos episodios adicionales fueron estrenados el 16 de marzo de 2005 y lanzados en forma de OVA bajo el nombre de Tenjō Tenge: Ultimate Fight.
El anime sigue fielmente la historia del manga, pero al ser transmitida mientras ésta aún se mantenía en publicación, se decidió dejar la serie con un final abierto, además de que se atenuó más las escenas con contenido sexual. Ha sido traducido al idioma inglés, francés, alemán, español y tagalo. La serie de anime ha sido licenciada en Estados Unidos por Geneon Entertainment. Ellos lanzaron la serie en DVD excepto las OVA y el especial llamado Tenjō Tenge: The Past Chapter, que es un resumen de la historia del inicio del Club Jūken.
La música del anime, que incluye canciones de fondo y temas, fue compuesto e interpretado por varios artistas. Como m.c.A·T quienes se encargaron del opening, Bomb a Head; y Aiko Kayo, del ending Te quiero mucho (愛してね♥もっと Aishitene motto?). En 2004, Avex lanzó la banda sonora original de la serie. En 2005, Avex lanzó dos álbumes Image song. Para el especial, el ending fue Makenai interpretado por Minori Chihara.

## Recepción
El manga de Tenjō Tenge es descrita como una «... atractiva mezcla de acción-comedia con un gran argumento oscuro y violento por momentos». Es también conocido por su violencia, desnudos espontáneos y algunas escenas de sexo explícito. Aunque su creador, Oh! Great, es conocido por sus trabajos de sexo y violencia, aquí no se agregan indiscriminadamente. Oh! Great usa las escenas de sexo en aspectos importantes de la historia, mostrándolos como un motivador positivo y negativo. Hace a menudo que sus personajes contemplen el significado y la importancia de la lucha así como el significado de la fuerza. Esta deliberación consciente del razonamiento subjetivo y de la verdad objetiva entre los personajes es el aspecto más imprescindible de la historia y se considera «extraña» para el manga. Los lectores pueden encontrar la narrativa de Oh! Great como ocasionalmente difícil de seguir y a veces se desarrolla lentamente. Puesto que el manga es maduro en naturaleza, un crítico encontró las escenas de sexo y desnudos como inquietantes. Las ilustraciones en Tenjō Tenge son consideradas por muchos «notables», aún más tras el tercer volumen por algunas inconsistencias con los primeros dos. Oh! Great es conocido también porque sus personajes tienen proporciones poco realistas a su cuerpo, y Tenjō Tenge no es diferente. La mayoría de los personajes femeninos presentan «... grandes senos...» y los masculinos, «músculos extraordinarios», pero esto ayuda a las personalidades de los personajes, facilitando sus distintas características. En conjunto, Tenjō Tenge ha sido bien recibido, vendiendo alrededor de 10.7 millones de copias.
El anime de Tenjō Tenge es descrita como una versión que sufrió pequeños cambios respecto al manga original, pero mantiene la historia de su predecesora. Varias de las escenas de desnudos fueron eliminadas, pero fueron rehechas como "insinuaciones sexuales", muestra de escotes, y upskirt. Puesto que el anime es una adaptación cercana al manga, la crítica del diagrama es comparable a éste. Algunos críticos sentían que el anime fue manejado de una manera frenética, realizando una conclusión insatisfactoria, incluso con la OVA. La animación hecha por Madhouse es considerada como eficiente. Utilizaron colores vibrantes y brillantes, fondos sólidos y una variedad de detalles que no se perdían durante el movimiento, pero utilizando, en algunos casos, repetidas escenas entre personajes. La animación hecha durante las escenas de lucha se hace en tiempo real y se hace tan cerca a la realidad como sea posible mientras que todavía dobla, y a menudo viola, las leyes de la física. Las primeras escenas son probablemente las «... más intensas en animes recientes». La calidad de la animación en estas escenas cae algo en un cierto plazo, pero la acción todavía mejora en medio de la lucha. En resumen, el anime está considerado sobre el promedio, pero sufre una carencia de una buena conclusión. Principalmente porque el anime cubrió solamente una parte de la historia original.
La banda sonora original para Tenjō Tenge es considerada buena. La mayor parte de la música mantiene coordinación dentro del anime, aunque algunos revisores los encontraron algo repetitivos. Algunos encuentran las canciones dramáticas como "insatisfactorias, pero bien ejecutadas". Para muchos, el punto culminante de la banda sonora es de m.c.A·T con Bomb a Head!, que forma parte del opening.